# عادل علي (بحريني)
عادل عبد الله علي رئيس تنفيذي بحريني.

## النشأة والتعليم
علي حاصل على دراسة الأعمال التجارية في البحرين في عام 1976. ثم حصل على ماجستير إدارة الأعمال في العام 1993 من جامعة مارولهرست بالولايات المتحدة.

## المسيرة المهنية
عمل في مجال الطيران كمسئول مبيعات الشحن والركاب في العام 1979. ثم عمل كمدير وكعضو مجلس إدارة في عدد من الشركات الموجودة في الشرق الأوسط وأوروبا. ثم عمل مدير الخطوط الجوية البريطانية في مطار البحرين الدولي وترقى فيها ليصبح المدير الإقليمي لخدمات العملاء في الشرق الأوسط وإفريقيا. تولى بين العامين 1990 و1993 منصب مدير مكتب الخطوط الجوية البريطانية في البحرين وقطر. بعدها عين في منصب مدير مكتب الخطوط الجوية البريطانية في دولة الإمارات. ثم عين مدير مكتب الخطوط الجوية البريطانية في السعودية والكويت واليمن في عام 1995. تم ترقيته إلى المدير العام لمنطقة الشرق الأوسط وشمال إفريقيا في الخطوط الجوية البريطانية في عام 1999.
عين نائب رئيس الخدمات التجارية والعملاء في شركة طيران الخليج. ثم عين الرئيس التنفيذي للشركة العربية للطيران (مقرها دولة الإمارات) في العام 2003. وطيران العربية أول شركة طيران اقتصادي منخفضة التكاليف في منطقة الشرق الأوسط وتتخذ من مطار الشارقة الدولي بالإمارات العربية المتحدة مقر لها ومركز لعملياتها.
فضلا عن توليه منصب الرئيس التنفيذي لمجموعة العربية للطيران يترأس علي أيضا مجلس إدارة شركة إنفورميشن سيستمز أسوشيتس – الشارقة وشركة ألفا الشارقة لخدمات التموين وأكاديمية ألفا للطيران وكوزمو ترافل. وهو عضو أيضا في مجلس إدارة العربية للطيران – المغرب التي تتخذ من مطار محمد الخامس في الدار البيضاء مقراً لها والعربية للطيران – مصر التي تتخذ من مطار برج العرب في الإسكندرية مقرا لها.
في عام 2012 قال علي إن الشركة تنوي رفع أسطول طائراتها من 30 طائرة إلى 70 طائرة مع بلوغ العام 2015 وأضاف أن العربية للطيران ستتسلم 6 طائرات جديدة خلال العام الجاري (2012) وأن خطة الشركة تقضي بإضافة 3 إلى 4 وجهات جديد كل عام.
في عام 2016 أكد علي أن متوسط إشغال رحلات العربية للطيران يصل إلى أكثر من 80% على مختلف وجهات الناقلة مشيرا إلى أن طيران العربية مستمرة في البحث عن فرص جديدة في مختلف الأسواق التي يمكن من خلالها تحقيق هوامش ربحية جيدة.
في عام 2018 قال علي إن الشركة ستضيف المزيد من الوجهات وقد تطلب نحو 100 طائرة ضيقة البدن هذا العام بفضل طلب متزايد في مصر ومراكز أخرى. ويأتي توسع شركة الطيران الإماراتية الوحيدة المدرجة في البورصة وسط ارتفاع أسعار النفط وبعد عام حققت فيه زيادة في الأرباح بلغت 30% إلى مستوى قياسي قدره 662 مليون درهم إماراتي (180 مليون دولار أمريكي) مع زيادة عدد الركاب وتشغيل المزيد من المسارات.
في 11 نوفمبر 2020 قال علي أنه يجري محادثات مع الحكومة بشأن دعم مالي لمساعدة الشركة في اجتياز أزمة جائحة فيروس كورونا حيث صرح قائلا: «قدمنا طلبا. إذا جاء سنكون في غاية السعادة. سيساعدنا في سداد أسرع لبعض القائم علينا. إذا لم يأت أعتقد أنه يمكننا الاستمرار آمل لبعض الوقت في المستقبل».

## التكريم والجوائز
حصل على جوائز عديدة عن مساهمته البناءة لقطاع النقل الجوي والسياحة الإقليمية في الشرق الأوسط وإفريقيا.
حصل السيد عادل على جائزة رئيس تنفيذي العام لشركات الطيران التي تقدمها صفوة منتديات القطاع لخمس سنوات متتالية منذ العام 2007.
حصل على جائزة أفضل رئيس تنفيذي لشركة طيران اقتصادي في العالم للعام 2008 وذلك تقديرا لدوره في تأسيس وقيادة أول شركة طيران اقتصادي (طيران العربية) في منطقة الشرق الأوسط وشمال إفريقيا.
وتقديرا لمساهمته الفاعلة في قطاع الطيران في منطقة الشرق الأوسط حظي بجائزة قاعة الشهرة في قطاع الطيران في العام 2010.
حصد لقب أفضل رائد أعمال خلال الحفل الأول لتوزيع جوائز التميز في المحاسبة والمالية في الشرق الأوسط في العام 2011.
اختارته مجلة أربيان بيزنس في المرتبة 85 ضمن قائمتها لأقوى 500 شخصية عربية للعام 2012.